# Timothy Omundson
Timothy Omundson, född 29 juli 1969 i St. Joseph, Missouri, är en amerikansk skådespelare.
Omundson har bland annat medverkat i TV-serierna Vem dömer Amy? (2000-2005) och Percy Jackson och olympierna (2023). Han har även medverkat i filmen Down with Love från 2023.

## Filmografi (i urval)
- 2000–2005 – Vem dömer Amy? (TV-serie)
- 2003 – Down with Love
- 2006–2014 – Psych (TV-serie)
- 2023 – Percy Jackson och olympierna (TV-serie)